# فجر فوقاني
فجر فوقاني  قرية سوريّة تتبع إداريّاً لمحافظة حلب منطقة عين العرب ناحية صرين، بلغ تعداد سكانها 367 نسمة حسب التعداد السكاني لعام 2004.